# Ozinskij rajon
L'Ozinskij rajon (in russo Озинский район?) è un rajon dell'Oblast' di Saratov, nella Russia europea; il suo capoluogo è Ozinki.